# Вечеринка с ночёвкой

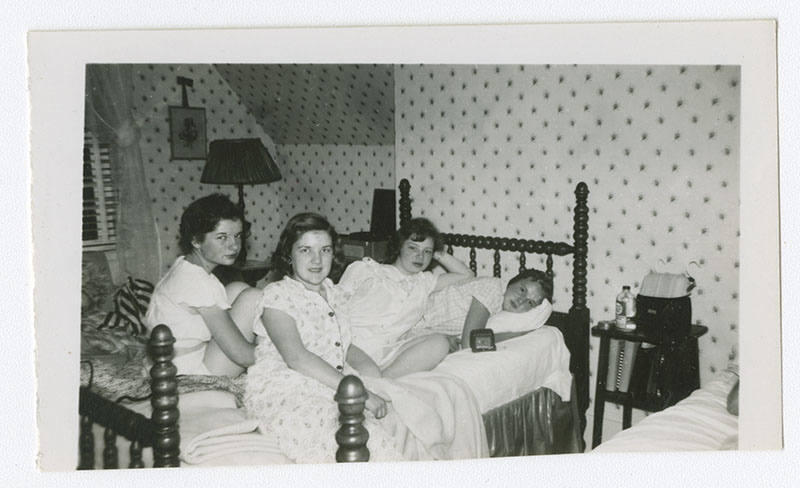
Ночёвка девочек-подростков. Гейнсвилл, штат Джорджия, 1952 г.

Вечеринка с ночёвкой, она же вписка, сонная вечеринка (англ. slumber party), пижамная вечеринка (pajama party) или слиповер (sleepover) — светское мероприятие, на котором люди остаются ночевать в доме своего друга или знакомого. Обычно большинство участников таких вечеринок — подростки и молодые люди, но иногда и более старшие.

## Участники и проведение
Зачастую на вечеринку с ночёвкой собираются дети и подростки отдельно от взрослых, и остаются на ночь в доме одного из них. Такое мероприятие нередко воспринимается как обряд перехода ребёнка или подростка в «более взрослую» социальную категорию; на такой ночёвке юноша или девушка проявляют свою независимость и начинают устанавливать социальные связи за пределами своего круга семьи и ближайших родственников.
С 1990-х годов появились публикации о том, что родители всё чаще одобряют пижамные вечеринки для детей, на которых мальчики и девочки остаются на ночь вместе. Одни авторы осуждали эту тенденцию, другие наоборот — считали, что это более безопасная альтернатива подростковым свиданиям вне дома.